# Banglades hadereje
Banglades hadereje a szárazföldi erőkből, a légierőből és a haditengerészetből áll.

## Fegyveres erők létszáma
- Aktív: 137 000 fő

## Szárazföldi erők
Létszám
120 000 fő
Állomány
- 17 gyalog dandár
- 1 páncélos dandár
- 1 tüzér hadosztály
- 1 műszaki dandár
- 1 repülő század

Felszerelés
- 200 db harckocsi (T–54/–55, kínai 59-es és 69-es típus)
- 40 db közepes harckocsi (kínai 62-es típus)
- 100 db páncélozott szállító jármű (BTR–70/-80)
- 200 db vontatásos tüzérségi löveg

## Légierő
Létszám
6500 fő
Állomány
- 4 vadászrepülő és közvetlen támogató század

Felszerelés
- 83 db harci repülőgép (MiG–29, A–5 Fantan, F–6, F–7)
- 3 db szállító repülőgép
- 27 db helikopter (Bell 212, Mi–8/–17)

## Haditengerészet
Létszám
10 500 fő
Hadihajók
- 5 db fregatt
- 33 db járőrhajó
- 4 db aknarakó/szedő hajó